# Leonardo Manco
Leonardo Manco (16 de diciembre de 1971) es un dibujante de cómics argentino.

## Carrera
Manco es conocido por su estilo oscuro y agresivo, patente en títulos como Hellstorm (1994), Blaze of Glory (2000), Apache Skies (2002), Deathlok (1999–2000)  y Hellblazer (2004).
Además, Manco ha trabajado en Archangel (1996), Werewolf By Night (1998), Doom (2000) y Doom: The Emperor Returns (2002).
En junio de 2004 Manco firmó un contrato exclusivo de dos años con DC Comics. En consecuencia, empezó una larga relación con esta editorial, centrada en torno a la figura de John Constantine, protagonista de Hellblazer. Dibujó la novela gráfica Hellblazer: Todas sus máquinas, escrita por Mike Carey. Fue el dibujante regular de Hellblazer durante la etapa de Carey (a partir del número 200 hasta el 215), Denise Mina (desde el número 216 hasta el 228) y Andy Diggle (desde el número 230 al 249), convirtiéndose en el dibujante con más números realizados para la serie hasta aquella fecha (con 43 números, incluyendo spin-offs), sólo superado posteriormente por Giuseppe Camuncoli (con 47 números).
Manco ha sido también el dibujante regular de la serie War Machine, para Marvel Comics. 

## Vida personal
Manco vive en la actualidad en Buenos Aires, Argentina.